# ピペルメチスチン
ピペルメチスチン(Pipermethystine)は、カヴァの地上部分に含まれる毒性アルカロイドである。カヴァラクトンではなく、ラクトン構造を持たない。カヴァの根からの精製物には、ピペルメチスチンはほとんど含まれない。

## 毒性
ピペルメチスチンはヒトに対する肝毒性を持つことが多くの研究で示唆されており、当初はカヴァのサプリメントを摂取した際の肝不全の原因物質であると考えられていたが、ポリネシアの伝統的なカヴァの文化で用いる根の粉末や新鮮な根の中には含まれていない。後の関連する薬物や製品の分析により、カヴァの葉にはこのアルカロイドが約0.2% (2000ppm)も含まれているのに対し、治療に用いられるカヴァ抽出物には45ppm以下しか含まれないことが明らかとなった。この遡及的な研究に基づき、ピペルメチスチンはカヴァ製品で見られる肝毒性には寄与していないと考えられるようになった。